# Châtenois (Bas-Rhin)
Pour les articles homonymes, voir Châtenois.
Châtenois est une commune française située dans la circonscription administrative du Bas-Rhin et, depuis le 1er janvier 2021, dans le territoire de la collectivité européenne d'Alsace, en région Grand Est.
Cette commune se trouve dans la région historique et culturelle d'Alsace.

## Géographie

### Localisation
Châtenois, commune viticole, est située au pied du Hahnenberg (530 m) sur les contreforts vosgiens à la fois sur :
- la route des vins d'Alsace,
- sur la véloroute du vignoble d'Alsace (EuroVelo 5),
- sur la partie alsacienne du sentier de grande randonnée GR 5 et du sentier européen E2,
- sur le chemin de Saint-Jacques de Compostelle en provenance du Palatinat et du Pays de Bade voisins,
- à proximité immédiate des axes autoroutiers vers Strasbourg, Colmar, qui permettent aussi de relier Mulhouse et Belfort. La localité est aussi située au centre de l'Alsace, au débouché des deux vallées de Villé et du val de Lièpvre, à 3 km de Sélestat, 45 km de Strasbourg et à 18 km de Colmar.

### Communes limitrophes
| Saint-Pierre-Bois | Scherwiller |          |
| Neubois           | Châtenois   | Sélestat |
| La Vancelle       | Kintzheim   |          |

### Écarts et lieux-dits
- Val de Villé.

### Géologie et relief
La superficie du territoire communal avoisine 1 457 hectares. Le ban communal est bordé au sud par Kintzheim, à l'est par Sélestat, au nord par Saint-Pierre-Bois, au nord-ouest par Neubois, au nord-est par Scherwiller et à l'ouest par La Vancelle et Lièpvre. Châtenois est entourée de vignobles, qui furent longtemps sa seule richesse.

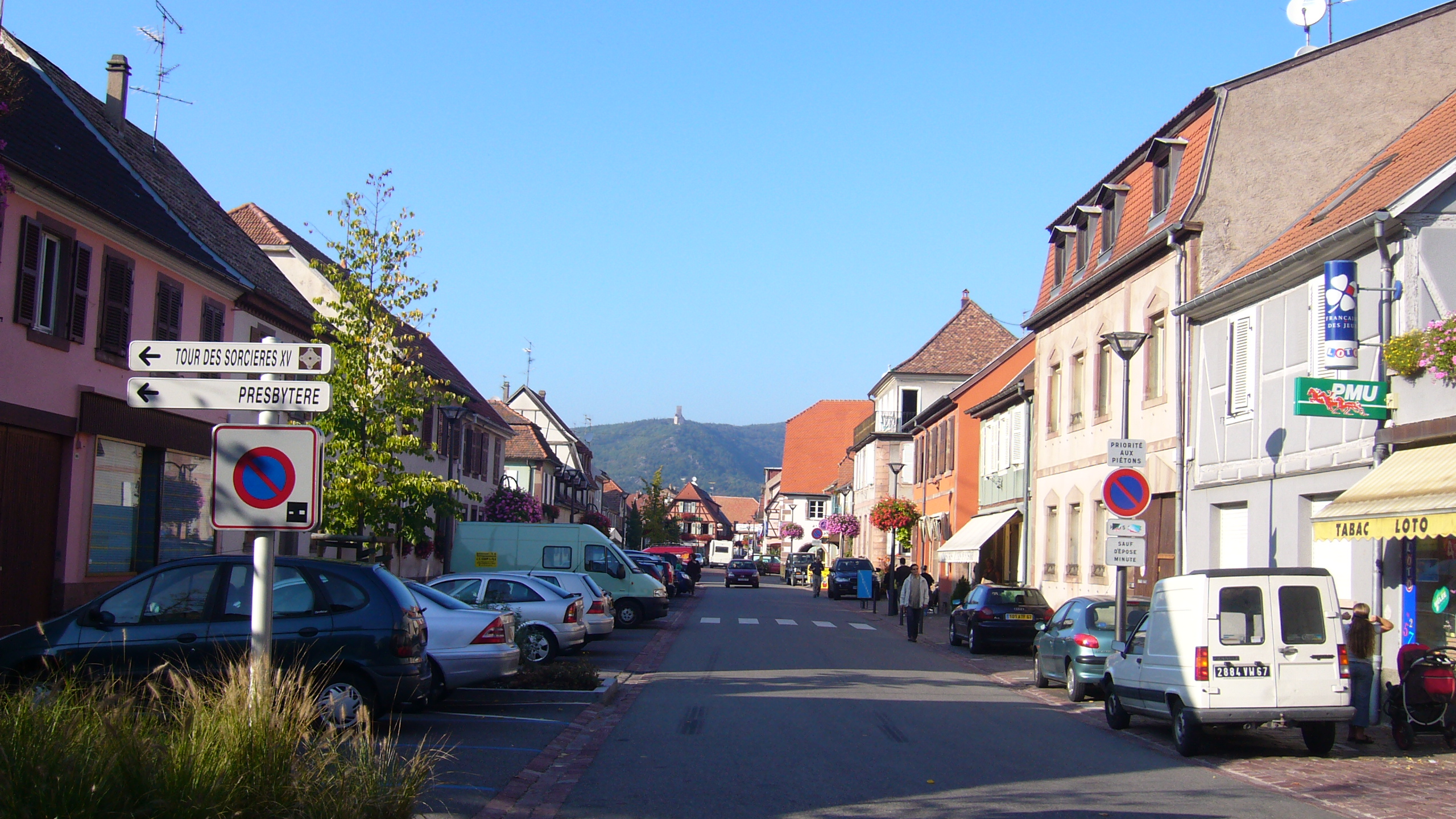
L'artère principale de Châtenois.

- Hydrogéologie et climatologie : Système d’information pour la gestion de l’Aquifère rhénan :

Territoire communal : Occupation du sol (Corinne Land Cover); Cours d'eau (BD Carthage),
Géologie : Carte géologique; Coupes géologiques et techniques (Châtetois, carte géologique),
 Hydrogéologie : Masses d'eau souterraine; BD Lisa; Cartes piézométriques.

### Sismicité
Commune située dans une zone de sismicité 3 modérée.

### Hydrographie

#### Réseau hydrographique
La commune est dans le bassin versant du Rhin au sein du bassin Rhin-Meuse. Elle est drainée par le Giessen, la Lièpvrette, le ruisseau l'Aubach, le ruisseau le Muhlbach de Chatenois et le ruisseau le Ribbach,.
Le Giessen, d'une longueur de 34 km, prend sa source dans la commune de Urbeis et se jette  dans l'Ill à Ebersmunster, après avoir traversé 18 communes. Les caractéristiques hydrologiques du Giessen sont données par la station hydrologique située sur la commune de Sélestat. Le débit moyen mensuel est de 3,23 m3/s. Le débit moyen journalier maximum est de 125 m3/s, atteint lors de la crue du 15 février 1990. Le débit instantané maximal est quant à lui de 153 m3/s, atteint le même jour.

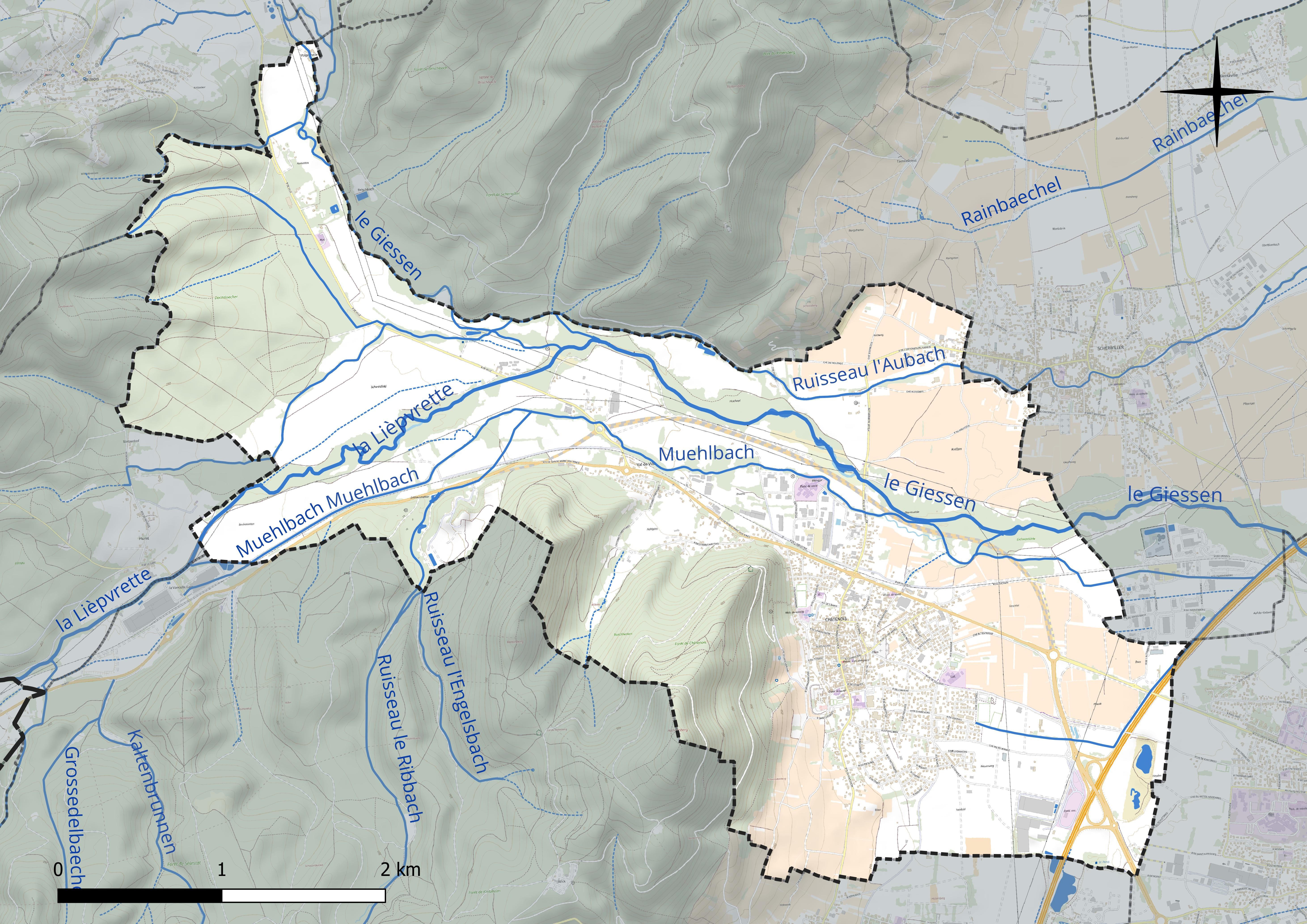
Réseau hydrographique de Châtenois.

La Lièpvrette, d'une longueur de 25 km, prend sa source dans la commune de Sainte-Marie-aux-Mines et se jette  dans le Giessen sur la commune, après avoir traversé cinq communes. 
L'Aubach, d'une longueur de 13 km, prend sa source dans la commune de Scherwiller et se jette  dans l'Ill à Ebersmunster, après avoir traversé cinq communes. 

#### Gestion et qualité des eaux
Le territoire communal est couvert par le schéma d'aménagement et de gestion des eaux (SAGE) « Giessen Lièpvrette ». Ce document de planification concerne les bassins versants du Giessen et de la Lièpvrette.  Son périmètre s’étend sur 317 km2. Il a été approuvé le 13 avril 2016. La structure porteuse de l'élaboration et de la mise en œuvre est le Syndicat des eaux et de l'assainissement Alsace Moselle. 
La qualité des cours d’eau peut être consultée sur un site dédié géré par les agences de l’eau et l’Agence française pour la biodiversité.
L'installation de stockage de déchets non dangereux de Châtenois, aujourd'hui fermé, rejette 1,5 g de PFAS (prononcer pi-fass à l'anglaise) par litre d'effluent.

### Climat
Pour des articles plus généraux, voir Climat du Grand Est et Climat du Bas-Rhin.
En 2010, le climat de la commune est de type climat océanique dégradé des plaines du Centre et du Nord, selon une étude du Centre national de la recherche scientifique s'appuyant sur une série de données couvrant la période 1971-2000. En 2020, Météo-France publie une typologie des climats de la France métropolitaine dans laquelle la commune est exposée à un climat semi-continental et est dans une zone de transition entre les régions climatiques « Vosges » et « Alsace ». 
Pour la période 1971-2000, la température annuelle moyenne est de 10,6 °C, avec une amplitude thermique annuelle de 17,7 °C. Le cumul annuel moyen de précipitations est de 678 mm, avec 8 jours de précipitations en janvier et 9,6 jours en juillet. Pour la période 1991-2020, la température moyenne annuelle observée sur la station météorologique de Météo-France la plus proche, « Selestat Sa », sur la commune de Sélestat à 4 km à vol d'oiseau, est de 11,4 °C et le cumul annuel moyen de précipitations est de 621,1 mm. 
La température maximale relevée sur cette station est de 39,3 °C, atteinte le 13 août 2003 ; la température minimale est de −17 °C, atteinte le 20 décembre 2009,,. 
| Mois                                  | jan.             | fév.           | mars           | avril         | mai             | juin          | jui.           | août           | sep.          | oct.          | nov.             | déc.          | année     |
| ------------------------------------- | ---------------- | -------------- | -------------- | ------------- | --------------- | ------------- | -------------- | -------------- | ------------- | ------------- | ---------------- | ------------- | --------- |
| Température minimale moyenne (°C)     | −0,3             | 0,2            | 2,5            | 5,7           | 10              | 13,2          | 14,5           | 14             | 10,3          | 6,8           | 2,9              | 0,7           | 6,7       |
| Température moyenne (°C)              | 2,6              | 3,8            | 7,3            | 11,3          | 15,4            | 18,9          | 20,3           | 20             | 15,9          | 11,4          | 6,2              | 3,4           | 11,4      |
| Température maximale moyenne (°C)     | 5,5              | 7,5            | 12,1           | 16,9          | 20,8            | 24,5          | 26,2           | 26             | 21,5          | 16,1          | 9,4              | 6,1           | 16,1      |
| Record de froid (°C) date du record   | −15,9 02.01.1997 | −14,7 05.02.12 | −13,7 01.03.05 | −4,2 04.04.22 | −0,1 15.05.1995 | 4,4 08.06.05  | 5,4 07.07.1993 | 4,2 30.08.1993 | 1,4 30.09.02  | −4,7 29.10.12 | −10,1 23.11.1998 | −17 20.12.09  | −17 2009  |
| Record de chaleur (°C) date du record | 19,1 01.01.23    | 21,7 24.02.08  | 26,6 31.03.21  | 30,6 22.04.18 | 34,1 29.05.17   | 38,5 30.06.19 | 38,4 25.07.19  | 39,3 13.08.03  | 33,7 12.09.23 | 30,3 13.10.23 | 22,5 08.11.15    | 19,5 31.12.22 | 39,3 2003 |
| Précipitations (mm)                   | 36,1             | 33,5           | 35,9           | 42,6          | 77,6            | 66,6          | 70,2           | 64,1           | 50,5          | 58,4          | 43,6             | 42            | 621,1     |

| Diagramme climatique                                  |            |             |             |            |              |              |          |              |             |            |          |
| J                                                     | F          | M           | A           | M          | J            | J            | A        | S            | O           | N          | D        |
| 5,5−0,336,1                                           | 7,50,233,5 | 12,12,535,9 | 16,95,742,6 | 20,81077,6 | 24,513,266,6 | 26,214,570,2 | 261464,1 | 21,510,350,5 | 16,16,858,4 | 9,42,943,6 | 6,10,742 |
| Moyennes : • Temp. maxi et mini °C • Précipitation mm |            |             |             |            |              |              |          |              |             |            |          |

Les paramètres climatiques de la commune ont été estimés pour le milieu du siècle (2041-2070) selon différents scénarios d'émission de gaz à effet de serre à partir des nouvelles projections climatiques de référence DRIAS-2020. Ils sont consultables sur un site dédié publié par Météo-France en novembre 2022.

## Urbanisme

### Typologie
Au 1er janvier 2024, Châtenois est catégorisée ceinture urbaine, selon la nouvelle grille communale de densité à sept niveaux définie par l'Insee en 2022.
Elle appartient à l'unité urbaine de Châtenois, une unité urbaine monocommunale constituant une ville isolée,. Par ailleurs la commune fait partie de l'aire d'attraction de Sélestat, dont elle est une commune de la couronne,. Cette aire, qui regroupe 37 communes, est catégorisée dans les aires de 50 000 à moins de 200 000 habitants,.

### Occupation des sols
L'occupation des sols de la commune, telle qu'elle ressort de la base de données européenne d’occupation biophysique des sols Corine Land Cover (CLC), est marquée par l'importance des territoires agricoles (49,6 % en 2018), en diminution par rapport à 1990 (52,6 %). La répartition détaillée en 2018 est la suivante : 
forêts (35,2 %), zones agricoles hétérogènes (22,1 %), cultures permanentes (20,2 %), zones urbanisées (10,7 %), prairies (7,3 %), zones industrielles ou commerciales et réseaux de communication (2,6 %), espaces verts artificialisés, non agricoles (1,9 %). L'évolution de l’occupation des sols de la commune et de ses infrastructures peut être observée sur les différentes représentations cartographiques du territoire : la carte de Cassini (XVIIIe siècle), la carte d'état-major (1820-1866) et les cartes ou photos aériennes de l'IGN pour la période actuelle (1950 à aujourd'hui).

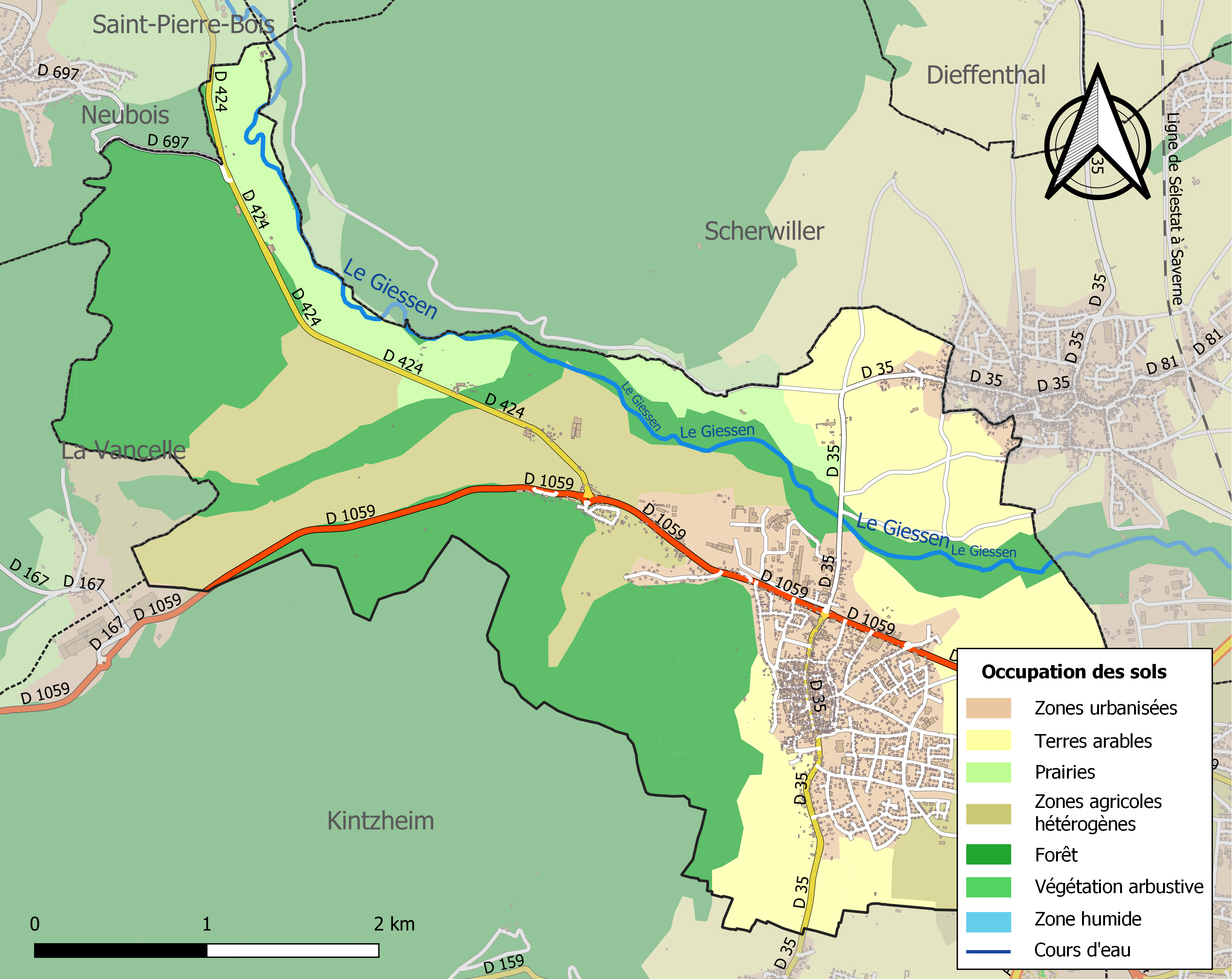
Carte des infrastructures et de l'occupation des sols de la commune en 2018 (CLC).

La commune dispose d'un plan local d'urbanisme dont la dernière procédure a été approuvée le 25 juin 2020, (Géoportail).

### Voies de communications et transports

#### Voies routières

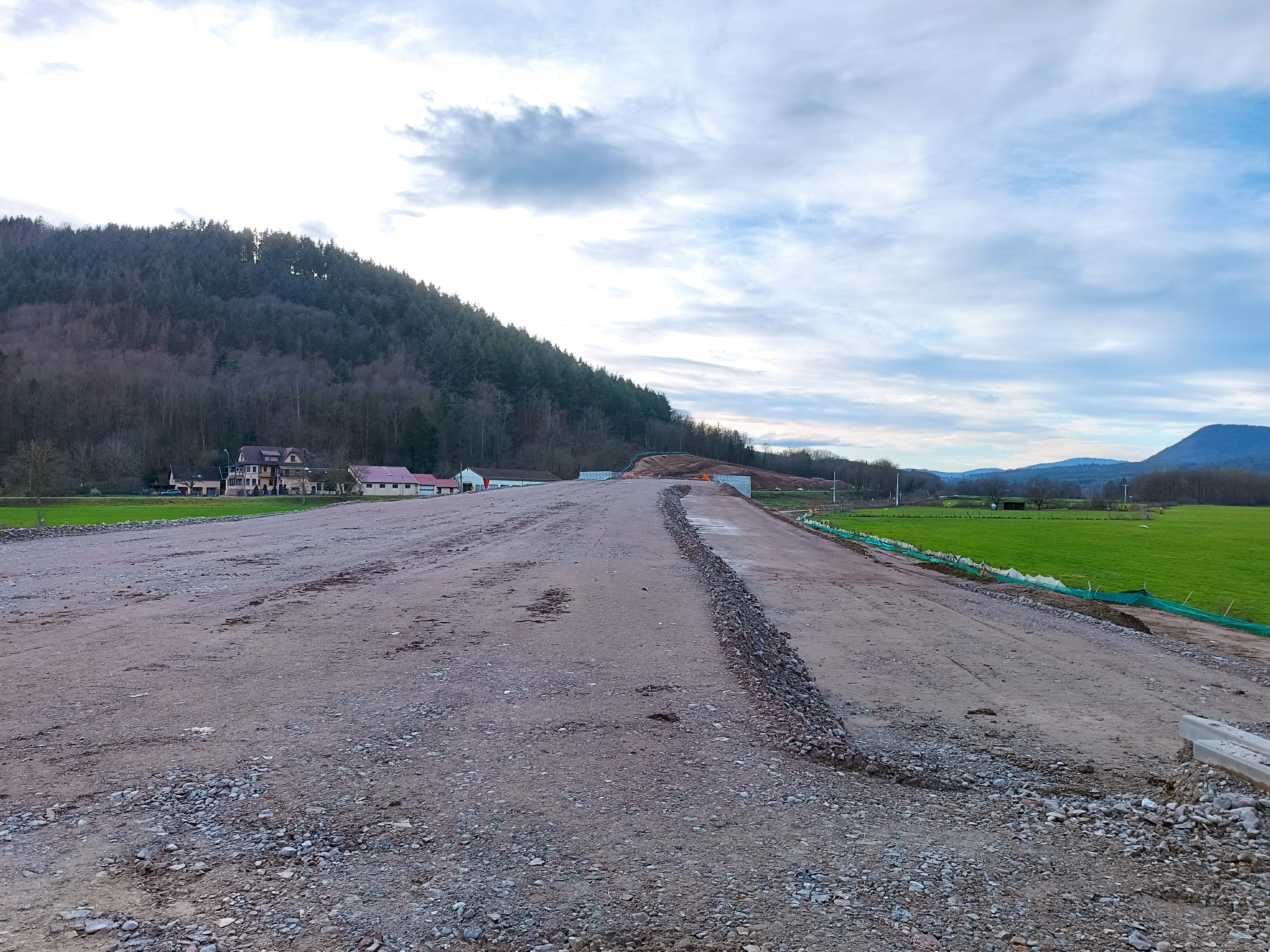
Réalisation du contournement routier de Châtenois en 2022.

Châtenois est accessible à partir de l'autoroute A35 qui relie Colmar à Strasbourg. Prendre la sortie no 17 en direction de Sainte-Marie-aux-Mines, Saint-Dié, Nancy en empruntant la route nationale 59. Châtenois est le premier village qui se trouve à la sortie de cette autoroute. En venant de Nancy, il faut reprendre la route nationale 59 puis traverser le col de Sainte-Marie-aux-Mines, Sainte-Croix-aux-Mines, Lièpvre puis Val de Villé le hameau de Châtenois. Après ce hameau, il faut se rendre jusqu'au premier croisement et prendre la première route à droite qui mène au centre du village de Châtenois.
Un contournement de la ville via la RD 1059 est lancée à partir de 2018, pour un montant de 60 millions d'euros. L'inauguration de ce contournement est programmé pour fin 2023 et devrait permettre de dégager le flux de véhicules du centre-ville.

#### Transports en commun
- Transports en Alsace.
- Fluo Grand Est.

##### SNCF
- Gare de Scherwiller,
- Gare de Sélestat,
- Gare de Dambach-la-Ville,
- Gare d'Ebersheim,
- Gare de Ribeauvillé.

### Intercommunalité
Commune membre de la Communauté de communes de Sélestat.

## Toponymie

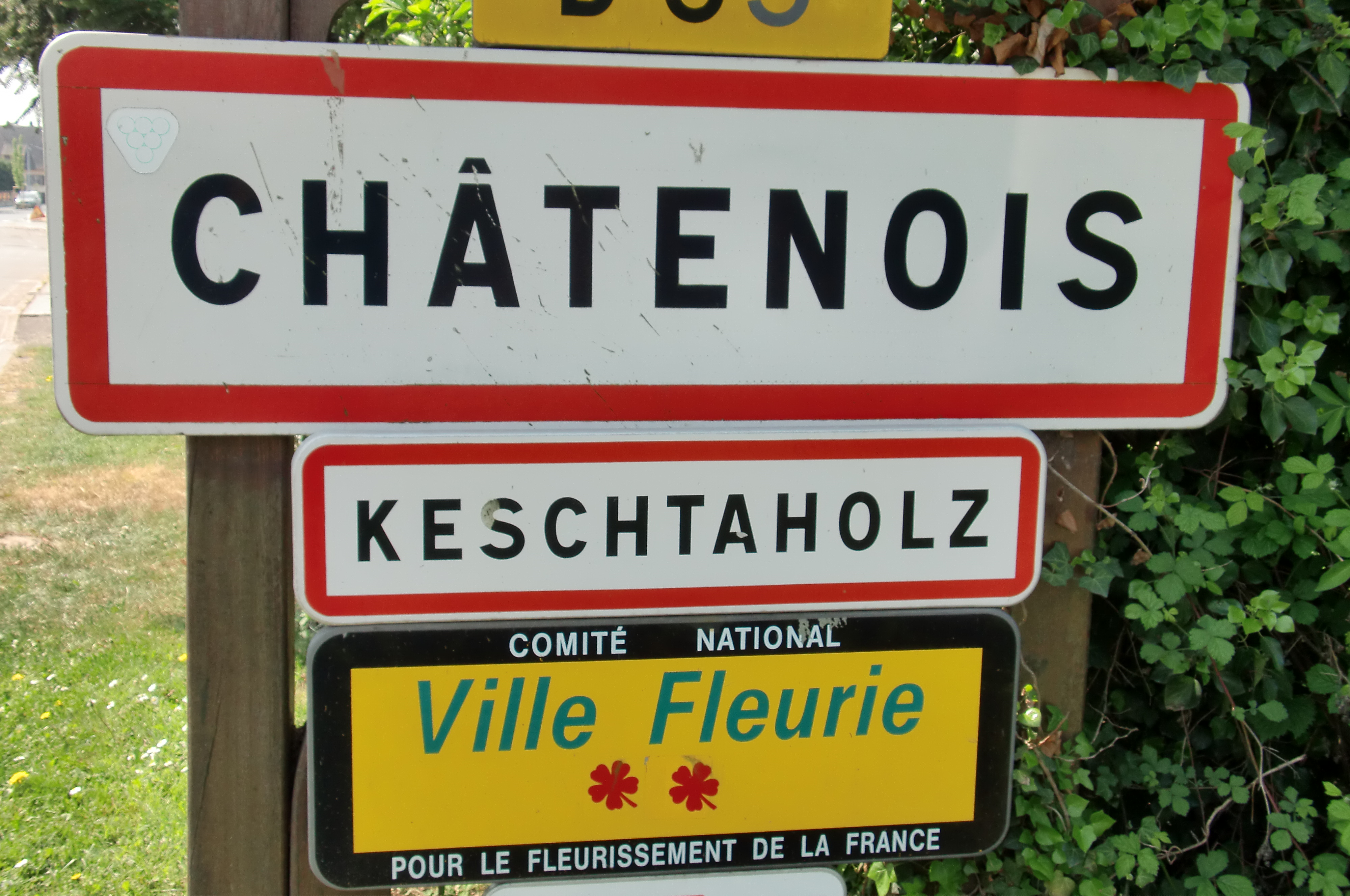
Panneaux routiers bilingues.

Sous l'Empire romain, le village est connu sous le nom de Castinetum (de châtaigneraie, endroit planté de châtaigniers). Le nom de Châtenois est attesté sous les formes Villa Castineto en 1112, Castineto en 1138, Castiney en 1177, Kestenhoulz en 1189, Kestenholz en 1232, Scheckteney en 1241, Questenesholz en 1444, Köstenhol en 1599.
En 1502, dans le livre Declaratio ad mitigandum adversarium écrit par Wimpheling, Châtenois est citée sous le nom de Kestenholtz. Il en est de même dans le livre de Mathäus Merian, Topographia Germaniae, dans les actes paroissiaux de la commune à partir de 1685.
En 1807, le village est connu sous sa forme actuelle, Châtenois, la traduction de son nom allemand et dialectal. En 1871, il est germanisé en Kestenholz, avant de reprendre son nom français après la Seconde Guerre mondiale.
Le bas latin Castanetum « bois de châtaigniers » a été germanisé en Kestenholz. Le nom de Kestenholz a lui-même été francisé en Châtenois, nom de même sens,.

## Histoire

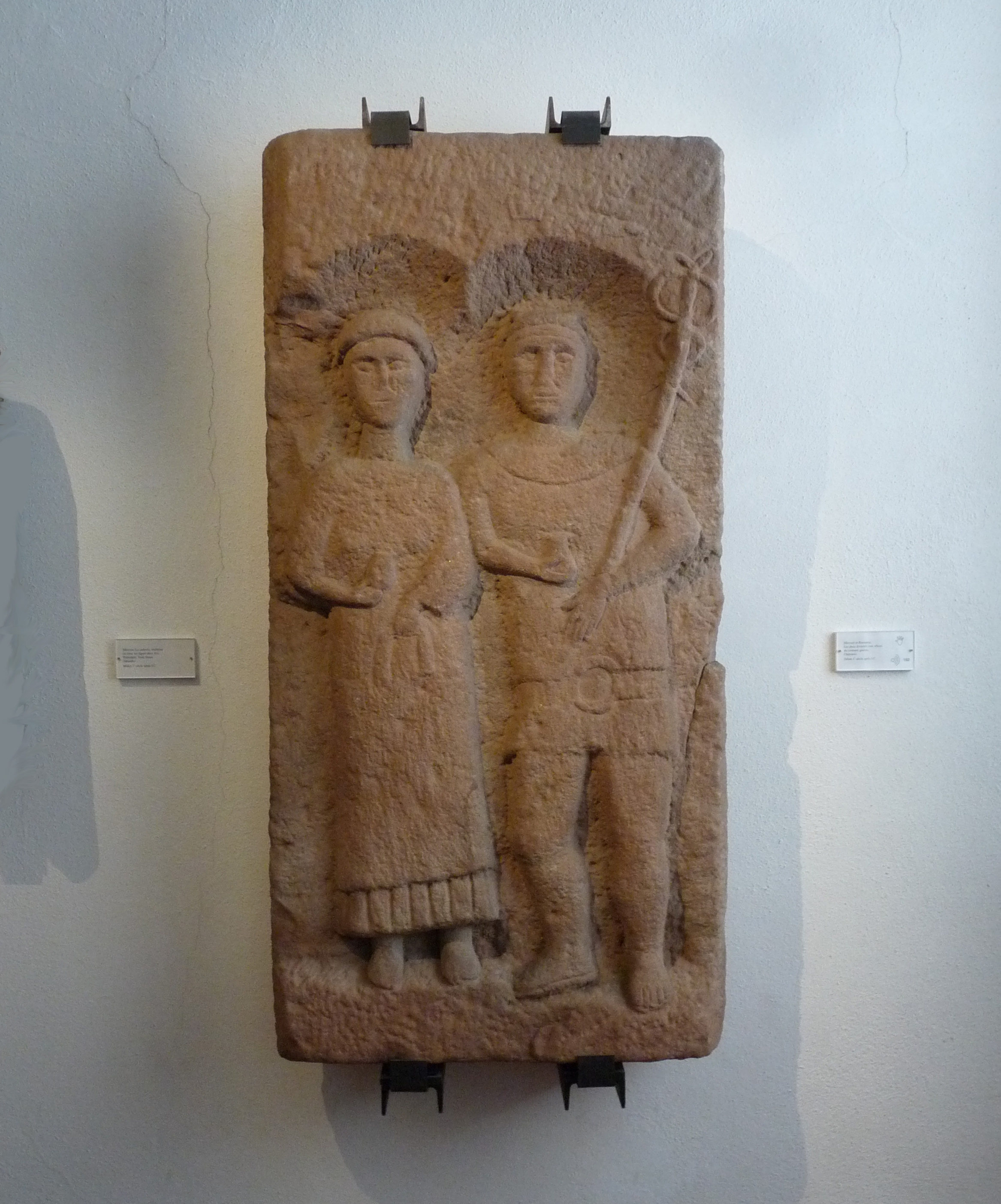
Rosmerta et Mercure vêtus du costume gaulois. Stèle du début du IVe siècle, trouvée à Châtenois (musée archéologique de Strasbourg).

L'origine de Châtenois remonte très certainement au temps des Celtes, comme le montre la découverte d'une statue de divinité gallo-romaine. Mais c'est vraisemblablement à l'époque romaine que la localité prend de l'importance. La présence romaine à Châtenois peut s'expliquer pour des raisons stratégiques : l'endroit se prêtait admirablement bien à la surveillance de la route conduisant aux cols vosgiens et à la plaine du Rhin. Plus tard ce sont les Alamans, puis les Francs qui s'établirent dans la région. La découverte d'un cimetière de l'époque mérovingienne, à 100 mètres de l'enceinte du château, confirme cette présence à Châtenois.

### L'évêque de Strasbourg prend possession de la localité

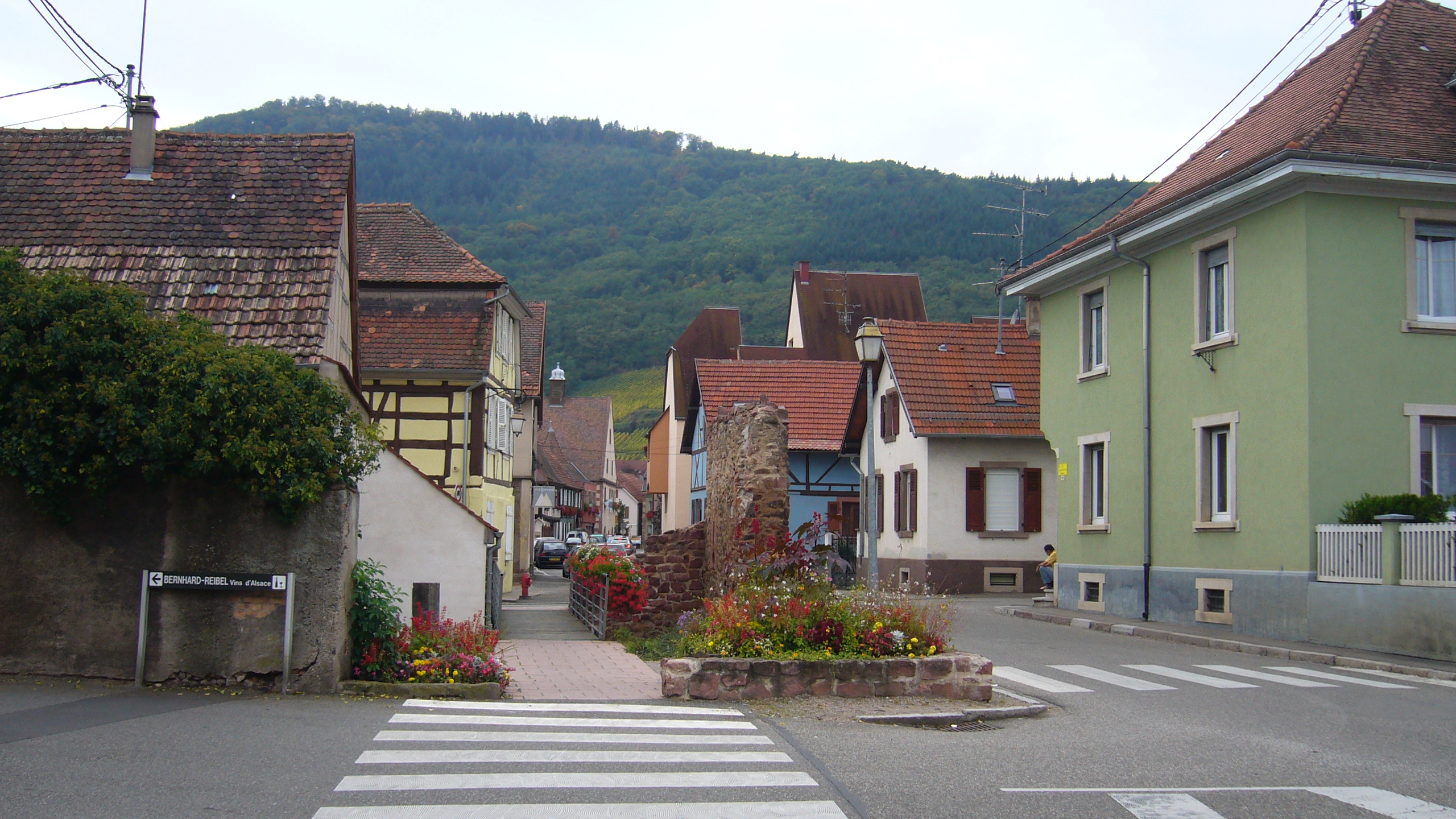
Vestige de la porte Est, dite Kalcksthor - XIVe siècle.

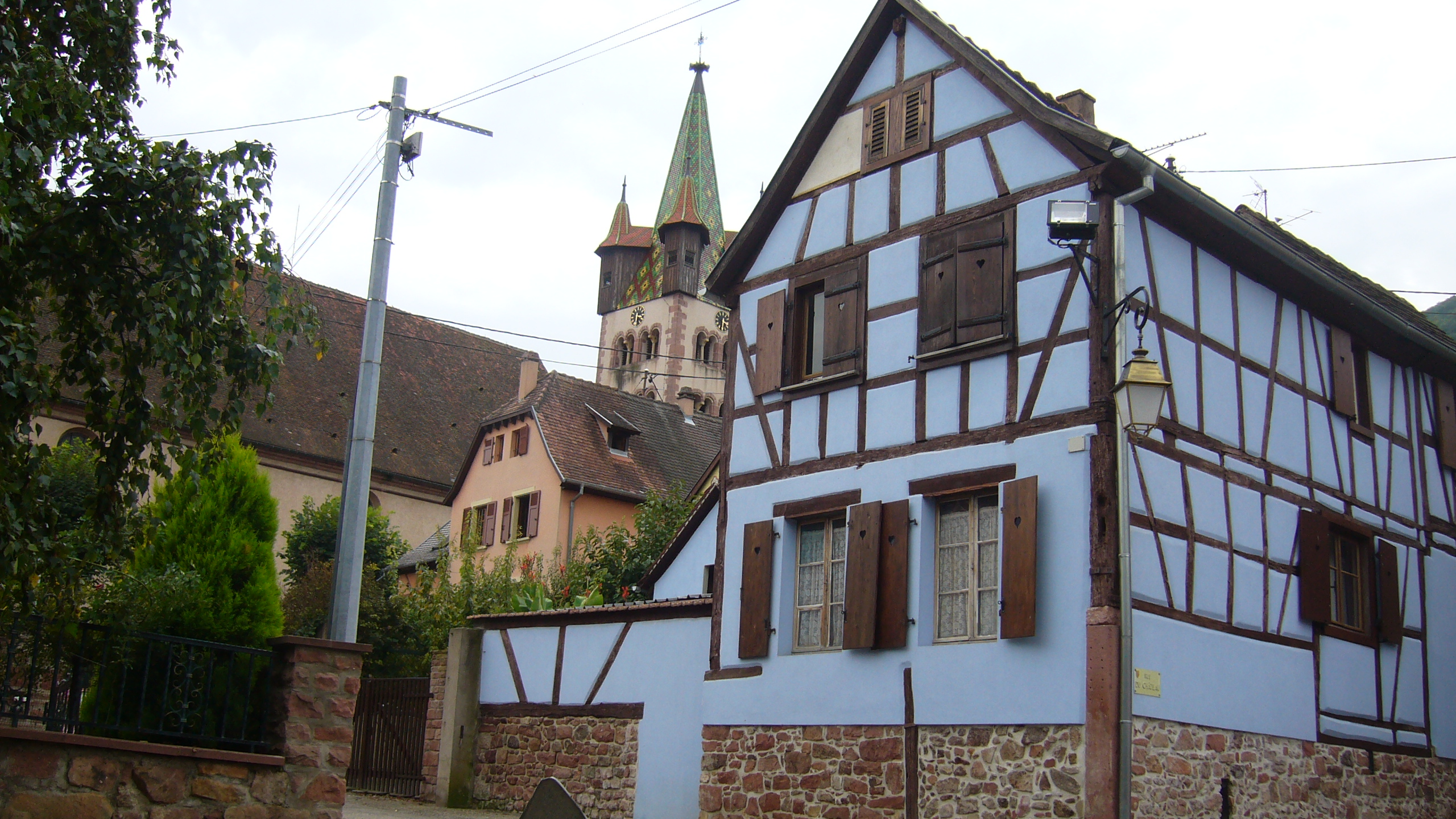
Aperçu de la tour de l'église Saint-Georges depuis le centre de Châtenois.

Il est possible que les terres entourant Châtenois, mais aussi le Val de Villé, La Vancelle ou Scherwiller, aient fait partie des biens de la famille des Etichonides ou des Eguisheim. La rivière du Giessen formait alors la frontière. Aux alentours de l'an 1000, le domaine se trouvant à gauche appartenait à Werner d'Ortenberg, cousin probable de Hugues III  d'Eguisheim. Le propriétaire de la rive droite, comprenant le château du Frankenbourg (Altenberg) et peut-être Châtenois, n'est pas attesté. On sait qu'à l'époque, sous Gérard d'Alsace (duc de Lorraine de 1048 à 1070) et ses successeurs qui descendent des Etichonides, des droits sur les marchandises transitant par le val de Lièpvre étaient perçus à la sortie du village de Lièpvre. Les Etichonides possédaient aussi des terres au Petit-Rombach à Sainte-Croix-aux-Mines. Hugues III comte de la Haute Alsace et de Tours et son frère Leuthard cédèrent ces terres à Ermengarde, la propre fille de Hugues qui se maria en 821 avec Lothaire Ier. Les Etichonides, par le mariage de la fille de Hugues III qui avait reçu le sobriquet de Peureux, s'allièrent à la famille carolingienne.
Gérard de Roussillon, autre personnage important, s'était marié à une autre fille de Hugues III appelée Berthe et devint ainsi le propre beau-frère de Lothaire Ier. Il est donc possible que la plupart des legs lorrains en Alsace proviennent de la famille des Etichons.
Châtenois est mentionné la première fois en 912. Le 3 février 912, Charles le Simple en venant de Rouffach séjourna à Châtenois. C'est de là qu'il confirma les privilèges de l'abbaye d'Andlau.
Il est possible que la localité ait été bâtie à l'emplacement d'une ancienne propriété existant depuis le VIIe siècle comme le prouve la découverte d'anciennes tombes datées de cette époque. Entre 1134 et 1138, les nobles de Wolchholdesheim-Volksheim, Regenhardus et Fredericus de Casteneto construisent un château à Châtenois. Ce château a aujourd'hui complètement disparu. C'est donc autour de cet édifice que les habitants vont se regrouper et fonder la commune de Châtenois.
Au XIIIe siècle, le village tombe entre les mains de l'évêque de Strasbourg qui donne en fief le château de Châtenois en 1297 aux Echéry. Ce château échoit en fait à Heinrich Waffler Von Eckerich, une branche directe des Echéry qui possède aussi le Val de Lièpvre et le village de La Vancelle. Il possède aussi un moulin à Châtenois. Cette importante famille, riche et prospère grâce aux mines découvertes dans la région de Sainte-Marie-aux-Mines, possède un château fort au Petit-Rombach, le château d'Échéry (Sainte-Croix-aux-Mines) d'où il peut surveiller tous les passages des troupes ennemies venant d'Alsace ou de Lorraine. À la mort du dernier des Echery en 1381, le château de Châtenois retourne à l'évêque de Strasbourg. Le château fort du Petit-Rombach est partagé entre le duc de Lorraine et les Ribeaupierre.
À la même époque, le village est cerné par un rempart qui lui conféra le titre de ville. L'évêque de Strasbourg y fait installer avant 1306 un atelier de monnaie  et une chapelle. En 1410, l'évêque de Strasbourg Guillaume de Diest vend à Burcard de la Petite-Pierre, grand prévôt du Grand Chapitre, le village, le château et le cimetière de Châtenois et tout ce qui en dépend. C'est ensuite la ville de Sélestat qui devient en 1462 propriétaire de Châtenois. En 1471, ce sont les nobles de Strasbourg, Jean d'Uttenheim et Klaus Bock qui entrent à leur tour en possession de Châtenois. En 1481, le Grand Chapitre rachète le village et le gardera jusqu'à la Révolution. En 1546, les habitants de Châtenois interdisent aux habitants de Sélestat de vendanger dans leurs vignes, car les Sélestadiens sont accusés de ne pas payer des taxes sur leurs étalages. Ces derniers furieux se rendent alors avec des armes à Châtenois et menacent de passer en force. Finalement l'incident sera clos et un accord sera trouvé, permettant aux gens de Sélestat de vendanger dans les vignes de Châtenois.

### Les guerres du Moyen Âge

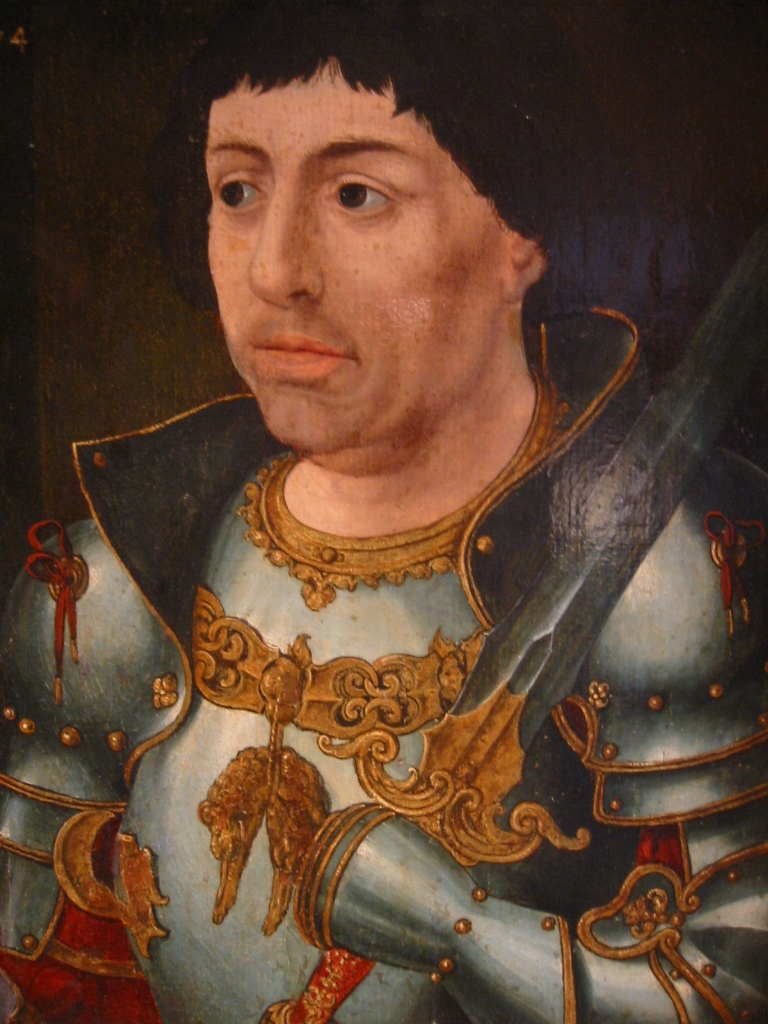
Charles le Téméraire en armure de combat (musée du Palais des ducs de Bourgogne, Dijon).

Les guerres et destructions n'épargnent pas Châtenois, comme d'ailleurs les autres villages des alentours. La ville a beaucoup souffert du passage des Armagnacs en 1445, qui occupent la localité pendant trois mois du 3 octobre 1444 au 1er janvier 1445. Ils saccagent le château puis incendient et mettent le feu au village en le quittant.
En 1473, ce sont les troupes de Charles le Téméraire, duc de Bourgogne, qui font des incursions passagères à Châtenois, mais seul le quartier du château y est endommagé. L'intervention de Pierre de Hagenbach, chevalier bourguignon originaire d'Alsace au service de Charles le Téméraire, en faveur des habitants de Châtenois permet au village d'échapper au pillage et au saccage.
En 1632, ce sont les Suédois qui envahissent l'Alsace et Châtenois est à plusieurs reprises pillée, saccagée et incendiée. Les habitants de Châtenois tentent tant bien que mal de résister aux Suédois et parviennent à tuer trois de leurs soldats. En représailles, le village est pillé et tous ceux portant des armes sont fusillés. C'est ainsi que 60 personnes y laissèrent la vie. Malgré le serment de fidélité des habitants de Châtenois à la couronne de Suède, les soldats massacrèrent le 13 novembre 1632, hommes, femmes et enfants du bourg. Ceux qui parviennent à s'échapper ne sont pas mieux lotis. Ils meurent soit de la peste ou de famine. En 1649, il reste encore 260 habitants à Châtenois d'après un comptage effectué par le Grand Chapitre de Strasbourg.
Mais la guerre la plus dévastatrice sera la guerre de Trente Ans (1618-1648). La ville est prise par les Suédois le 13 novembre 1632. À la fin de ce conflit, la population de Châtenois a perdu 80 % de sa population, 70 % des maisons d'habitation et son château.

### La guerre des Rustauds

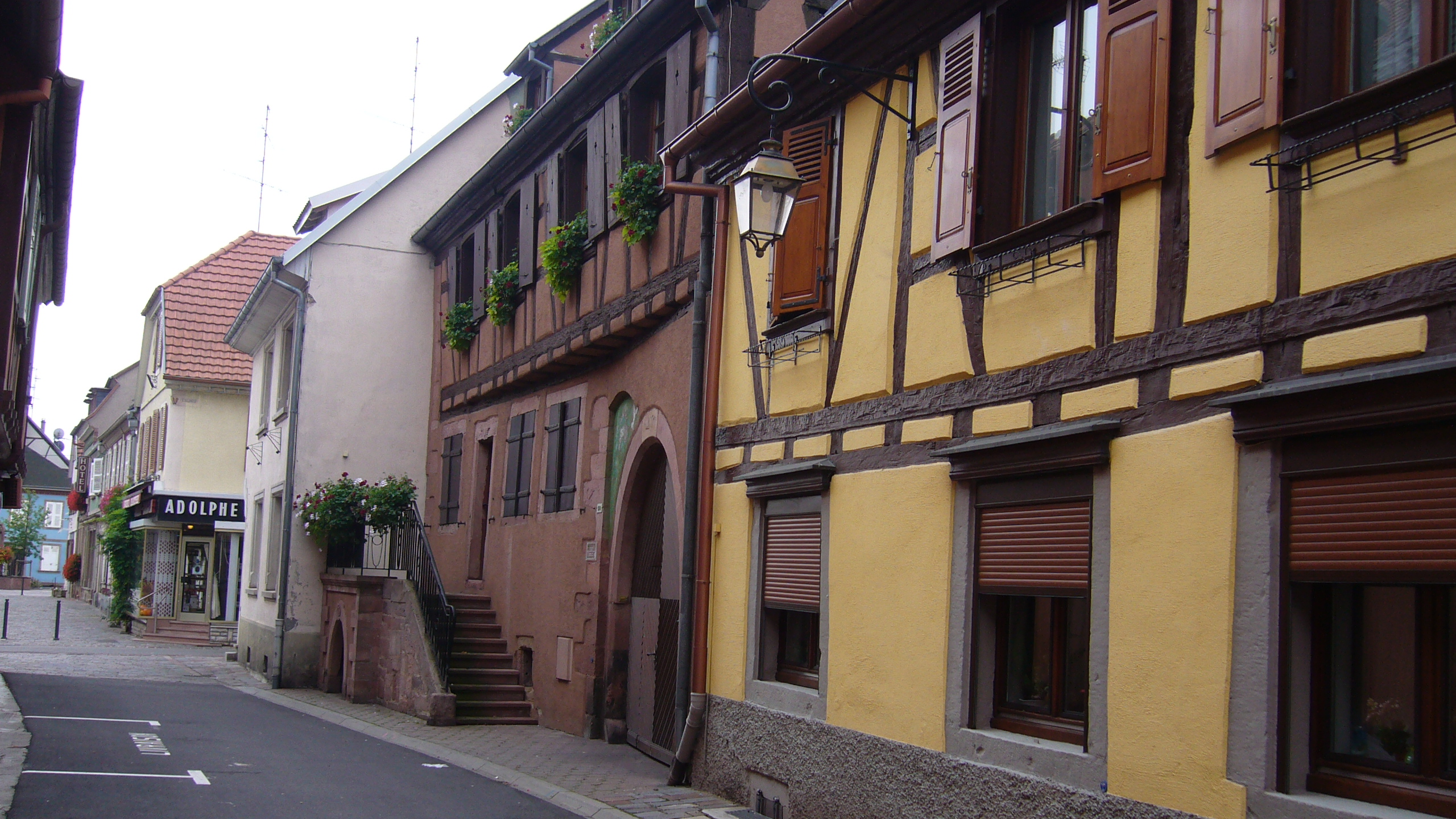
Maison à Châtenois reconstruite en 1722 par Hans Joachim Schaetti, boulanger. Porche de 1570 avec outil de tonnelier.

En 1525, le soulèvement paysan a des répercussions jusqu'à Châtenois. Des paysans venus d'Ebersmunster et emmenés par Wolf Wagner de Rhinau et Érasme Gerber s'opposent au duc Antoine de Lorraine. Ils sont rejoints par des paysans venus de Ribeauvillé, Bergheim, d'Obernai, Barr et d'autres villes d'Alsace. Ils décident d'occuper l'abbaye d'Altorf, détruisent et mettent à sac l'abbaye de Baumgarten. Les conseillers de l'évêque de Strasbourg résidant à Saverne commencent à paniquer et implorent le secours militaire du duc de Lorraine Antoine. Le bailli impérial de Haguenau en fait autant à condition d'agir avec « bienveillance envers les pauvres gens ». Devant tant de sollicitations, le duc de Lorraine met son armée sur pied. Des bandes de paysans tentent de bloquer le col de Saverne et le val de Villé pour barrer la route aux troupes lorraines. Le 16 mai 1525, les troupes lorraines font le siège de Saverne et massacrent une bande de paysans venue en renfort de Brumath. 18 000 paysans sont massacrés en quelques heures. Érasme Gerber est pendu à un arbre. En retournant en Lorraine par le Val de Lièpvre, le duc est averti le 19 mai qu'une autre bande de Rustauds est décidée à se battre contre le duc. Accourue de la moyenne Alsace, elle prend le contrôle de Ribeauvillé, Riquewihr, Bergheim, Sigolsheim, Ammerschwihr et Kaysersberg. L’armée lorraine quitte Saverne le 18 mai pour Marmoutier en direction du sud où les bandes de paysans de l’Alsace centrale (Barr, Ebermunster, Ribeauvillé, Sélestat) aspirent à venger les morts et à continuer à défendre leur cause, tandis que des troupes d’insurgés se formaient dans les territoires mêmes du duc de Lorraine, à Saint-Hippolyte et Val de Lièpvre. La plus importante de ces troupes, celle d’Ebersmunster, commandée par Wolf Wagner, prit place à l’ouest de Scherwiller, où d’autres vinrent la rejoindre. Cette armée n’est pas dépourvue de moyens : elle dispose d’arquebuses et d’une artillerie capturée dans les places qu’elle occupait. Elle bénéficie de l’appoint de soldats de métier, Suisses notamment. Elle choisit pour se battre un terrain favorable qu’elle connait bien. Le combat décisif a lieu le 20 mai 1525 à Scherwiller où 6 000 paysans sont impitoyablement massacrés par les troupes lorraines. Les paysans n'ayant pas été massacrés sont emmenés en captivité en Lorraine et ne sont libérés que sur paiement d'une rançon.

### La guerre de Trente Ans et ses conséquences
À peine les troubles de la guerre religieuse s'étaient-elles apaisées qu'une autre catastrophe s'abattit dans le pays. Tout commença par des querelles religieuses en Allemagne où catholiques et protestants s'affrontèrent. La Suède entra dans le jeu et prit part pour la ligue protestante. Les deux partis commencèrent à rassembler des troupes. Ce conflit religieux eut son origine en Bohême en 1618 qui se propagea comme une traînée de poudre à partir de 1620. L'Alsace fut entraînée dans les troubles avec l'arrivée dans la province du comte Ernest de Mansfeld qui soutenait la ligue protestante et qui se déplaça vers le Rhin. Il cherchait à s'emparer de l'Alsace pour son propre compte. Le 18 novembre 1621, après avoir ravagé le Palatinat, Mansfeld pénétra en Alsace par Lauterbourg et s'empara de Wissembourg le 28 et de Haguenau le 6 décembre. Après avoir bataillé sans grand succès dans le nord de l'Alsace, Mansfeld envoya vers la Haute-Alsace son premier lieutenant Obentraur, qui après s'être emparé d'Obernai et l'avoir pillé, longea les Vosges, sans toutefois oser s'attaquer à Sélestat. Gény raconte que les troupes passèrent, sans faire de mal à la population. Ils s'engagèrent à l'ouest de Sélestat à la hauteur de Kintzheim et se dirigèrent ensuite vers Bâle. En définitive, Mansfeld quitta l'Alsace après avoir ravagé les régions de Haguenau et de Saverne. Après une période de calme, alors que la guerre faisant rage de l'autre côté du Rhin, la guerre se rapprocha: en 1630 ce sont les Suédois qui entrèrent dans la danse en franchissant le Rhin pour se rendre en Alsace. Le 21 août 1632, ils franchirent le pont du Rhin à Strasbourg, après avoir obtenu l'autorisation de la ville. De là ils gagnèrent le sud de l'Alsace par étapes successives, après s'être emparés au passage des villes d'Obernai, d'Erstein et d'autres localités plus ou moins importantes.

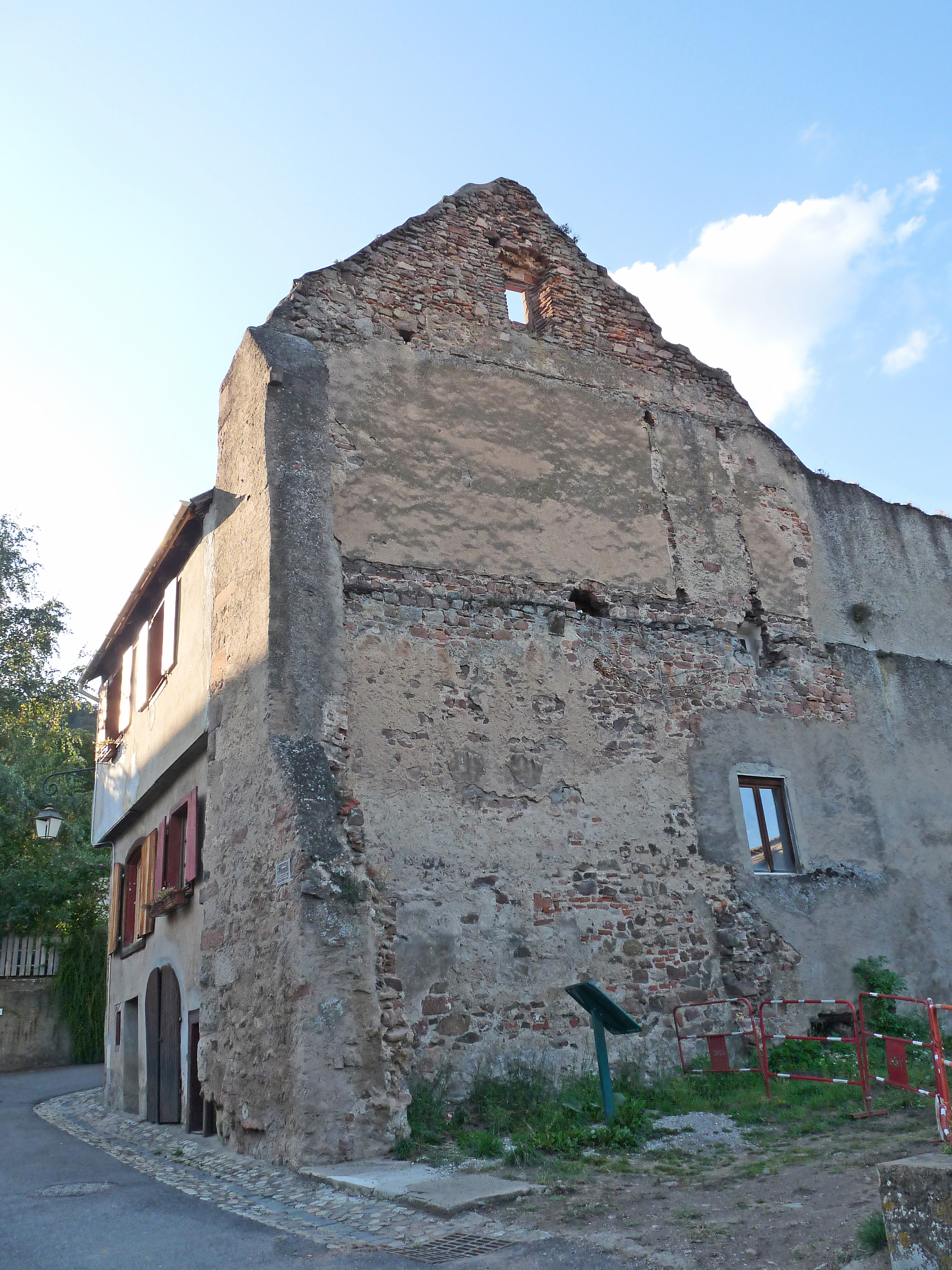
Amthaus, brûlé par les Suédois en 1633.

Ce qui les fascinaient surtout, c'étaient les places-fortes de Benfeld et de Sélestat. Le 18 septembre 1632, ils investirent la forteresse épiscopale de Benfeld sous le commandement du général Horn qui se trouvait sur les lieux dès le 2 septembre. La ville de Benfeld avait été fortifiée en 1593 par le cardinal-évêque Charles de Lorraine avec les matériaux prélevés sur les ruines de l'abbaye de Baumgarten détruit en 1525 par les Rustauds. Il en avait fait une forteresse imprenable qui était surveillée et défendue par le commandant Zorn de Bulach. Après s'être attaqué à cette forteresse les Suédois durent faire face à une résistance héroïque. Finalement la ville dut se rendre au bout de 48 heures de combat le 7 novembre 1632. Benfeld devint alors à partir de ce jour le quartier général de l'armée suédoise pendant dix-huit ans. Après la prise de Benfeld, les Suédois se lancèrent à l'assaut de la ville de Sélestat. Pour faciliter leur besogne, ils s'emparèrent d'abord de la ville de Marckolsheim, puis le 13 novembre à partir de 9 h ils prirent le contrôle de Châtenois. Les habitants s'étant farouchement défendus tuèrent trois soldats suédois. En signe de représailles toutes les personnes portant une arme furent fusillées. Dans cette bataille 60 personnes en tout y laissèrent leur vie. Le même jour Epfig fut pris et son château brûlé. Le lendemain ce fut au tour de Dambach-la-Ville d'être investie par les troupes suédoises qui s'emparèrent de la cité sans coup férir, les habitants ayant quitté les lieux. Le 17 novembre, Horn quitta Benfeld pour entreprendre le siège de Sélestat et s'installa à Châtenois où il établit son quartier général. Sélestat ayant refusé de se rendre les hostilités commencèrent, et le 5 décembre Kintzheim fut brûlé. Le 12 décembre, Sélestat se rendit et la guerre se déplaça vers la Haute-Alsace. Le 3 novembre 1633, des détachements de Suédois revinrent piller Bergheim et Rorschwihr et s'attaquèrent à Châtenois, qui pourtant avait juré fidélité à la couronne de Suède. Ils tuèrent femmes, hommes et enfants, les chassèrent de leur demeure et pillèrent complètement l'église. Ils avaient commencé à mettre le feu au village mais le commandement militaire de Sélestat, prévenu, arrêta le massacre. La région n'était toutefois pas encore au bout de ses malheurs, le duc de Lorraine Charles IV de Lorraine réclama au général Horn une somme de deux cent mille florins pour les dégâts occasionnés sur les lieux de passages financés par les lorrains. En signe de représailles, il décida d'envahir les bailliages lorrains en Alsace, c'est-à-dire Saint-Hippolyte, Lièpvre, Rombach-le-Franc, Sainte-Croix-aux-Mines et Thanvillé. Un détachement de Suédois, placé sous le commandement du rhingrave Jean-Philippe, partit de Dambach-la-Ville le 6 juin 1633 en direction du Val de Villé, en passant par Blienswille. De tous les villages du val, le tocsin rassembla tous les hommes valides et sous le commandement d'un parent du comte de Thanvillé nommé Kesselring, les paysans tinrent énergiquement tête aux Suédois. Près de l'ancien village de Gunderswiller aujourd'hui disparu, le choc fut violent, mais les paysans ne purent tenir face à des soldats expérimentés, et ils se réfugièrent à Villé.

### Châtenois est incendiée en 1879
Le 4 août 1879, la ville de Châtenois eut à déplorer un incendie qui détruisit le quart des maisons du village, créant ainsi une pénurie de logements. L'incendie se déclara à 7 h 30 du matin. Activé par un fort vent du nord, il prit rapidement d'énormes proportions. À midi, plus d'un quart de la localité fut détruite par le feu. Les pompiers de tous les villages environnants se mobilisèrent pour porter secours à la ville sinistrée. Les villes de Sélestat et de Colmar envoyèrent le plus grand nombre de contingent de pompiers. Des militaires furent également dépêchés sur les lieux. Sans leur aide, Châtenois aurait été détruit entièrement. On eut à déplorer la mort de quelques bétails et deux personnes âgées qui ne purent se dégager assez rapidement des flammes furent brûlées. En tout 120 maisons, 80 granges et 117 écuries furent la proie des flammes. Sept cent vingt sept habitants n'eurent plus de toit, les dommages furent estimés à un million cinq cent mille marks. Malheureusement les assurances étaient dans bien des cas insuffisantes. Aussi on organisa une grande quête dans le département relayée par les organes de presse pour venir en aide aux malheureuses victimes. Le 5 août fut lancé un comité chargé de répartir les dons qui affluaient de partout. Deux journaux français, Le Temps et L'Événement de Paris, organisèrent en France des souscriptions publiques qui rapportèrent jusqu'à soixante dix mille marks. Mais à côté de cet effort collectif, de nombreuses autres personnes isolées de France faisaient parvenir leurs dons. Ainsi les collectes organisées dans les villes et villages alsaciens se montèrent à près de deux cent mille marks. Les dons ainsi récoltés permirent d'installer immédiatement des cuisines publiques qui servirent à donner des repas pendant deux mois.
Mais il est clair que tous ces dons ne permirent pas de rebâtir dans sa totalité les maisons qui avaient disparu dans les flammes. De nombreux habitants quittèrent alors le village pour s'installer à Sainte-Marie-aux-Mines, Huttenheim, Colmar, et Mulhouse. En 1880, 670 personnes avaient quitté le village. Par la suite, d'autres habitants quittèrent encore le village du fait que le métier de tisserand ne rapportait plus assez. Ils s'installèrent dans les villes industrielles. En 1900, on note un nouvel exode de la population causé par la crise industrielle du textile. Le 9 août 1911, un nouvel incendie se propagea dans le quartier appelé Nid de cigognes, où les maisons étaient très serrées. Vingt-neuf maisons furent la proie des flammes et quarante quatre familles furent sinistrées. Une vieille maison du XIVe siècle qu'on appelait le temple païen fut également la proie des flammes.

### Les trois grandes guerres

#### La guerre 1914-1918
En juillet 1914, des rumeurs circulent sur une possible guerre entre l'Allemagne et la France. Le 30 juillet, l'empereur allemand déclare la guerre. Toutes les voies ferrées, gares, ponts sont mis sous administration militaire. Ordre est donné le 16 août 1914 de ne plus faire sonner les cloches des églises. La mobilisation générale est décrétée. Toutes les familles vont être touchées par l'ordre de mobilisation.

#### La guerre de 1939-1945
Page sur le site de la mairie.

## Politique et administration

### Budget et fiscalité 2023
En 2023, le budget de la commune était constitué ainsi :
- total des produits de fonctionnement : 352 000 €, soit 820 € par habitant ;
- total des charges de fonctionnement : 3 481 000 €, soit 811 € par habitant ;
- total des ressources d'investissement : 1 311 000 €, soit 305 € par habitant ;
- total des emplois d'investissement : 2 492 000 €, soit 580 € par habitant ;
- endettement : 4 397 000 €, soit 1 024 € par habitant.

Avec les taux de fiscalité suivants :
- taxe d'habitation : 19,17 % ;
- taxe foncière sur les propriétés bâties : 26,49 % ;
- taxe foncière sur les propriétés non bâties : 43,89 % ;
- taxe additionnelle à la taxe foncière sur les propriétés non bâties : 45,11 % ;
- cotisation foncière des entreprises : 17,72 %.

Chiffres clés Revenus et pauvreté des ménages en 2021 : médiane en 2021 du revenu disponible, par unité de consommation : 25 790 €.

### Jumelages
- Convention de jumelage 2013 à 2016 : Château du Haut-Kœnigsbourg avec la circonscription de Sélestat et les collèges de Villé et de Châtenois[48].

## Population et société

### Démographie
L'évolution du nombre d'habitants est connue à travers les recensements de la population effectués dans la commune depuis 1793. Pour les communes de moins de 10 000 habitants, une enquête de recensement portant sur toute la population est réalisée tous les cinq ans, les populations de référence des années intermédiaires étant quant à elles estimées par interpolation ou extrapolation. Pour la commune, le premier recensement exhaustif entrant dans le cadre du nouveau dispositif a été réalisé en 2007.

En 2022, la commune comptait 4 265 habitants, en évolution de +2,57 % par rapport à 2016 (Bas-Rhin : +3,17 %, France hors Mayotte : +2,11 %).
| 1793  | 1800  | 1806  | 1821  | 1831  | 1836  | 1841  | 1846  | 1851  |
| ----- | ----- | ----- | ----- | ----- | ----- | ----- | ----- | ----- |
| 2 620 | 2 748 | 2 879 | 2 872 | 3 494 | 3 397 | 3 500 | 3 834 | 3 717 |

| 1856  | 1861  | 1866  | 1871  | 1875  | 1880  | 1885  | 1890  | 1895  |
| ----- | ----- | ----- | ----- | ----- | ----- | ----- | ----- | ----- |
| 3 614 | 3 609 | 3 714 | 3 892 | 3 718 | 3 433 | 3 224 | 3 165 | 2 843 |

| 1900  | 1905  | 1910  | 1921  | 1926  | 1931  | 1936  | 1946  | 1954  |
| ----- | ----- | ----- | ----- | ----- | ----- | ----- | ----- | ----- |
| 2 741 | 2 580 | 2 276 | 2 436 | 2 565 | 2 222 | 2 315 | 2 366 | 2 516 |

| 1962  | 1968  | 1975  | 1982  | 1990  | 1999  | 2006  | 2007  | 2012  |
| ----- | ----- | ----- | ----- | ----- | ----- | ----- | ----- | ----- |
| 2 634 | 2 798 | 2 954 | 3 005 | 3 020 | 3 373 | 3 810 | 3 876 | 3 992 |

| 2017  | 2022  | - | - | - | - | - | - | - |
| ----- | ----- | - | - | - | - | - | - | - |
| 4 188 | 4 265 | - | - | - | - | - | - | - |

Châtenois fut très tôt une cité importante. En 1849, à son apogée, elle comptait 4 160 habitants. Le déclin de sa population, aggravé par l'incendie de la ville en 1879, se poursuivit jusqu'en 1936. Depuis, la croissance de la population est régulière. Lors du recensement de 2010, on dénombrait 4 088 habitants.

### Associations
Il existe à Châtenois un riche tissu associatif. Pas moins d'une trentaine d'associations organisent au moins une fois l'an des réunions ou des animations dans la ville. Chacune d'entre elles a des objectifs très divers.
- Karaté Club Châtenois ;
- Association des Auteurs et Artistes d'Alsace ;
- Office de tourisme de Châtenois-Scherwiller ;
- Lor'un et les P'tits Champions.

#### Culture
- Les Amis de la bibliothèque
- Association des Auteurs et artistes d'Alsace
- Association de Calligraphie et d'arts "la Plume d'Or"
- Chorale Sainte-Cécile
- École de musique
- Foyer socio-culturel
- Association de promotion du patrimoine historique local

#### Associations diverses
- Amicale de donneurs de sang
- Amicale des Sapeurs-pompiers
- Amis de la Maison de retraite du badbronn
- Association des Artisans Retraités
- Association des Commerçants et artisans
- Centre de Loisirs pour enfants le Tournesol Homo
- Confédération syndicale des Familles
- Conseil de Fabrique
- Les P'tits Bouchons
- Lo'run et les P'tits Champions
- Syndicat des Apiculteurs
- Société d'Aviculture
- Syndicat viticole
- UNC (Union nationale des combattants)

#### Associations extérieures qui réalisent des activités sur Châtenois
- Accordéon Club du Ried
- Cours d'anglais pour les enfants
- Club de patchwork
- Cours de peinture
- Cours de dessin MANGA
- Cours de peinture de l'Université Populaire de Sélestat

### Sports
Châtenois possède plusieurs équipes sportives : club de judo, un karaté club, une société de lutte, une société de gymnastique, un club de tennis de table. Une équipe de football fonctionne également avec la ville de Scherwiller.

### Festivités et évènements
Plusieurs manifestations et événements ont lieu sur Châtenois :
- Foire Saint-Georges : chaque premier dimanche du mois de mai
- SlowUp Alsace (1er dimanche de juin)
- Fête des Remparts (2e dimanche de juin)
- Fête folklorique (3e samedi soir du mois de juillet)
- Fête du Badbronn (2e dimanche de septembre)
- Mini Jeux olympiques (3e dimanche de septembre)
- Fête du patrimoine (3e dimanche de septembre)
- Fête du vin nouveau (1er dimanche d'octobre)
- Saint-Nicolas - Marché de Noël (1er dimanche de décembre)
- Téléthon
- L'Office du tourisme de Châtenois-Scherwiller

### Autres manifestations
- Nombreux concerts
- Animations proposées par les Amis de la Bibliothèque
- Les Foulées Castinétaines
- Les soirées proposées par le Groupe Patrimoine
- Le théâtre

## Économie

### Entreprises et commerces

#### Agriculture
- Culture de la vigne.
- Élevage de vaches laitières.
- Élevage de chevaux et d'autres équidés.

#### Tourisme
- Gîtes ruraux.
- Auberge Le Meisenberg.
- Hôtel-restaurant Dontenville.

#### Commerces
- Commerces et services de proximité.
- Ancienne tuilerie du Heidenbühl[53].

### Enseignement
Établissements d'enseignements :
- Écoles maternelles et primaires,
- Collège,
- Lycées à Sélestat.

### Santé
Professionnels et établissements de santé :
- Médecins,
- Pharmacies à Châtenois, Scherwiller, Sélestat,
- Hôpitaux à Sélestat, Neuve-Église, Ribeauvillé.

### Cultes
- Culte catholique, communauté de paroisses[56], diocèse de Strasbourg.

## Culture locale et patrimoine

### Lieux et monuments

#### Chapelle Sainte-Croix
Elle fut bâtie à partir des restes d'une ancienne chapelle qui fut à l'origine d'un pèlerinage. L'historien Philippe A. Grandidier affirme que l'ancienne chapelle Sainte-Croix était érigée à côté d'un mur d'enceinte qui n'existe plus aujourd'hui. Cette ancienne chapelle pourrait dater du XIIe siècle. En effet lors des travaux de rénovation en 1979, on a pu constater que la maçonnerie des absidioles différait sensiblement du corps rectangulaire de 1709. Il se pourrait qu'en 1660 ou 1661 le Grand Chapitre de la cathédrale de Strasbourg propriétaire des lieux ait pu faire démolir l'ancienne chapelle qui menaçait de s'écrouler, afin de récupérer les matériaux pour les Capucins de Sélestat. La chapelle reconstruite en 1709 connut une certaine notoriété. Elle attira de nombreux pèlerins les vendredis et certains jours de fête on dénombra plus de 1 000 personnes. Pendant la Révolution, la chapelle subit des dégradations importantes. Déclarée bien national ainsi que la maison d'habitation furent vendues à la Révolution.

#### Oratoire et croix
- Oratoire au pied de l'église Saint Georges[57].
- Croix :

au croisement de la rue du Maréchal-Foch (rue principale - prolongement de la route de Kintzheim) et de la rue Saint-Georges.
en bordure de la D 35 (route de Scherwiller).

#### Chapelle Saint-Georges
En 2009, sur les hauteurs de Châtenois, près du chemin du Meisenberg existe une source dite « Heriabrunn » ou « Kindelsbrunn » où l'on a découvert une ancienne chapelle qui remonte au bas Moyen Âge, entre le XIVe et le XVe siècle. Cette source portait autrefois le nom de Saint-Alban en l'honneur d'un prédicateur anglais décapité en 287 sur ordre de l'empereur Dioclétien. Ce missionnaire aurait voyagé à travers l'Europe et évangélisé les populations païennes en s'installant notamment près des sources. Dans un document de 1329, la source Saint-Alban est clairement indiquée. Cette source a été transformée en réservoir entre le XVIIIe et XIXe siècle et la chapelle a ensuite été utilisée comme captage d'eau. Elle a ensuite été complètement ensevelie et recouverte d'une chape de béton. Actuellement, l'endroit fait l'objet d'autres fouilles prises en charge par la ville de Châtenois.

#### Chapelle Sainte-Anne
Cette chapelle se trouve dans le cimetière, à l'angle du Vieux Chemin de Sélestat et de la rue de la Première-Armée.

#### Linteau daté de 1604 rue de la République
Linteau daté de 1604 portant les initiales de Georges Geldreich. Porte se trouvant rue de la République dans le mur de la clôture de la propriété Wolbert qui a été déplacée en 2006.

#### Fontaines
- Fontaine de dévotion Saint-Georges dite Le Jeriabrunne. La fontaine de dévotion Saint-Georges, dite « Le Jeriabrunne », a fait l'objet d'une inscription sur l'inventaire supplémentaire des monuments historiques par arrêté du 20 octobre 2015[61].
- Fontaine place de la Mairie[62].

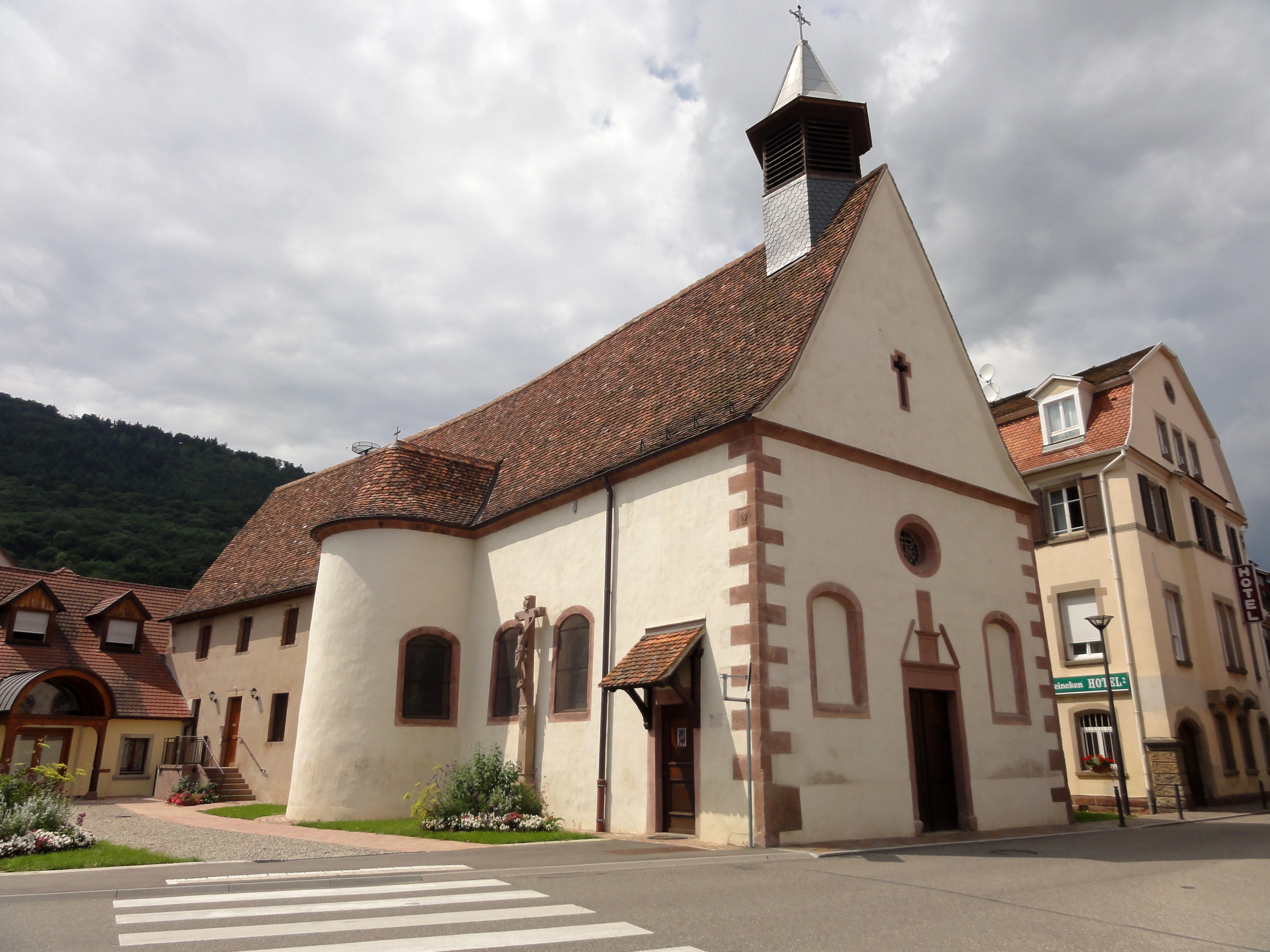
Chapelle Sainte-Croix (1709).
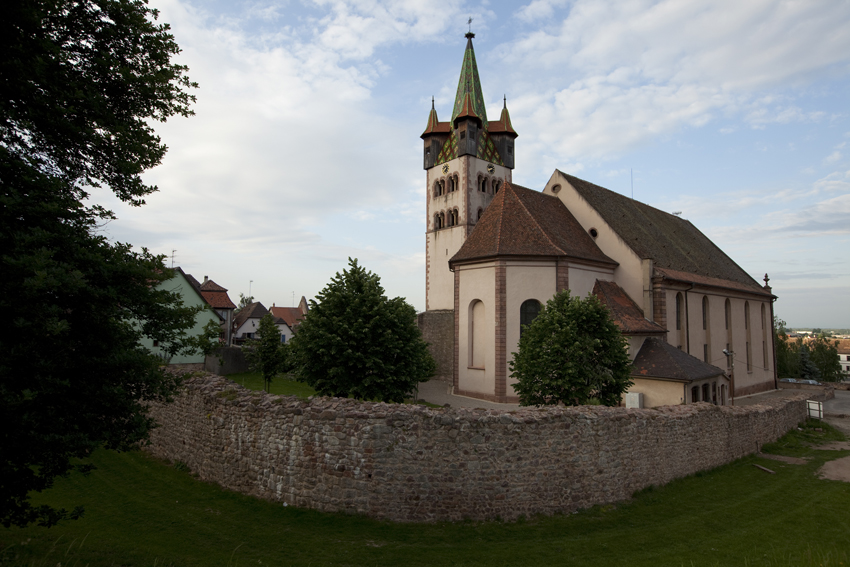
Église fortifiée Saint-Georges.
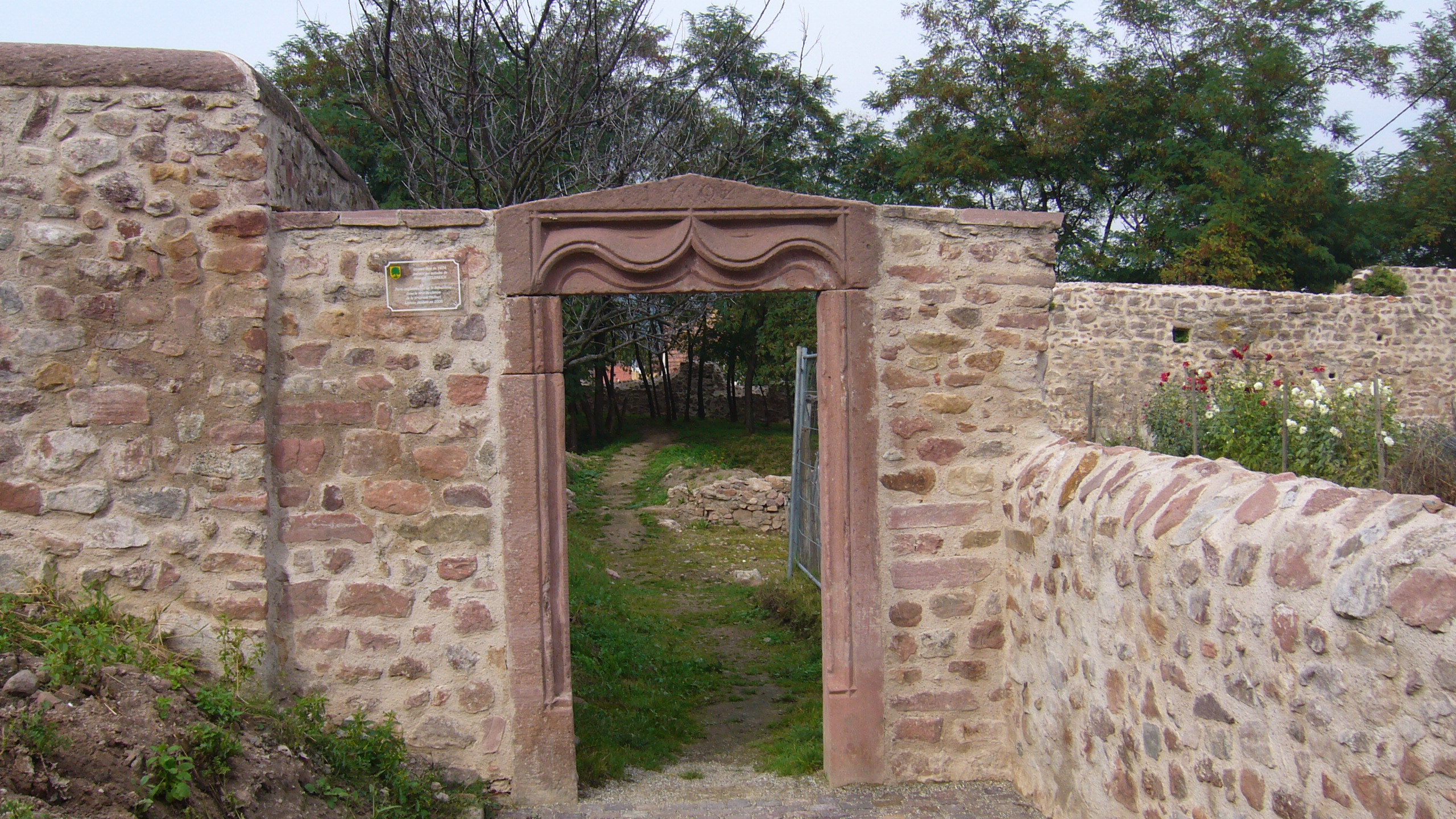
Linteau de porte daté de 1604.

#### Auberge «Zum Adler» (1501)
Auberge « Zum Adler » qui remonte à 1501. Appelée au XVIIIe siècle « Zum Kästenbaum » et au XIXe siècle hôtel de l'Aigle.

#### Le cimetière fortifié
Double enceinte du château et du cimetière

#### Monuments commémoratifs
- Monument aux morts[64] : conflit commémoré : guerre 1914-1918.
- Tombeau de Hélène Rimelin décédée en 1617, femme de Michel Rimelin prévot de Rosheim et bailli de Frankenbourg et Châtenois[65].

### Galerie

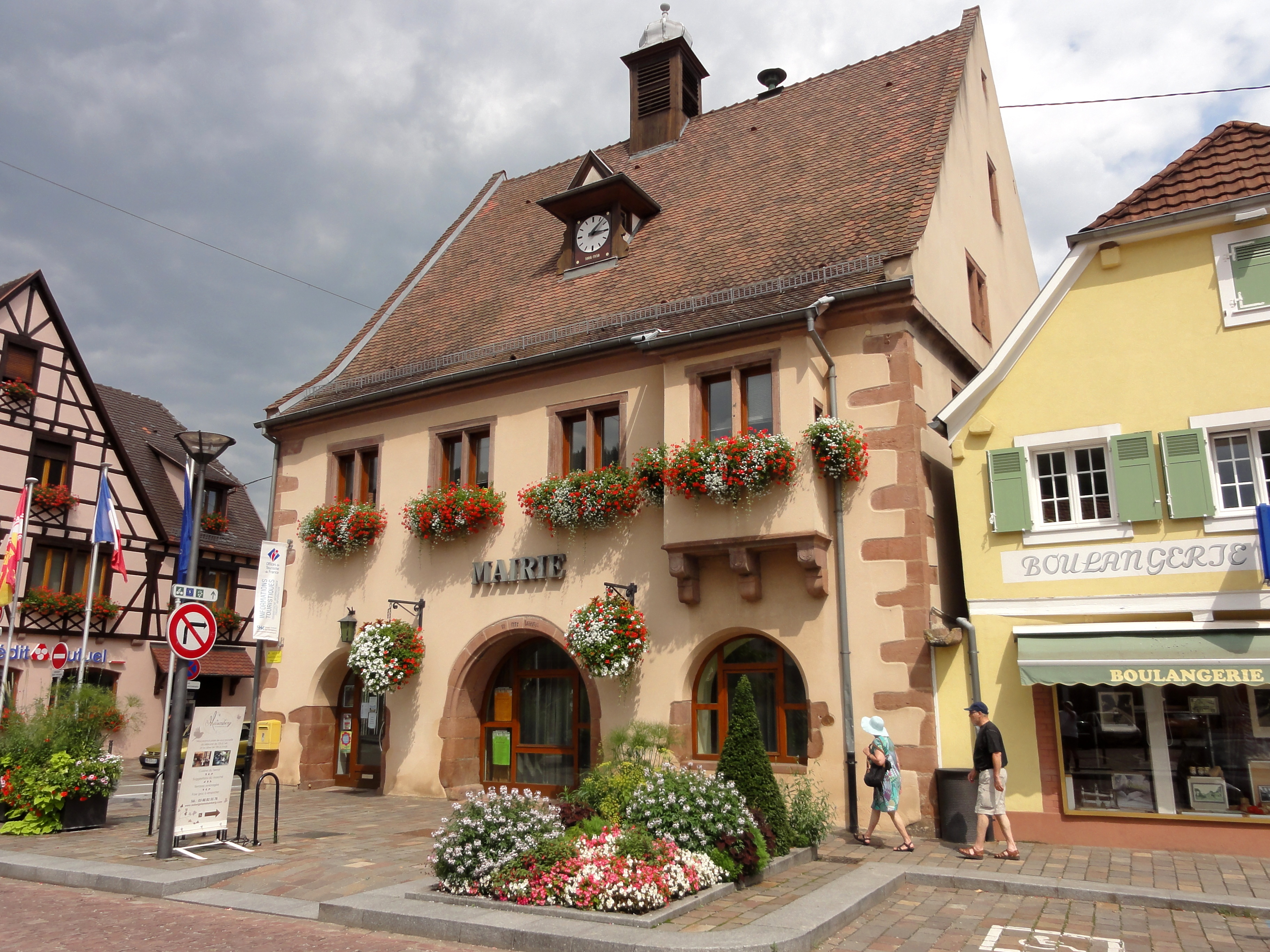
Mairie de 1493.
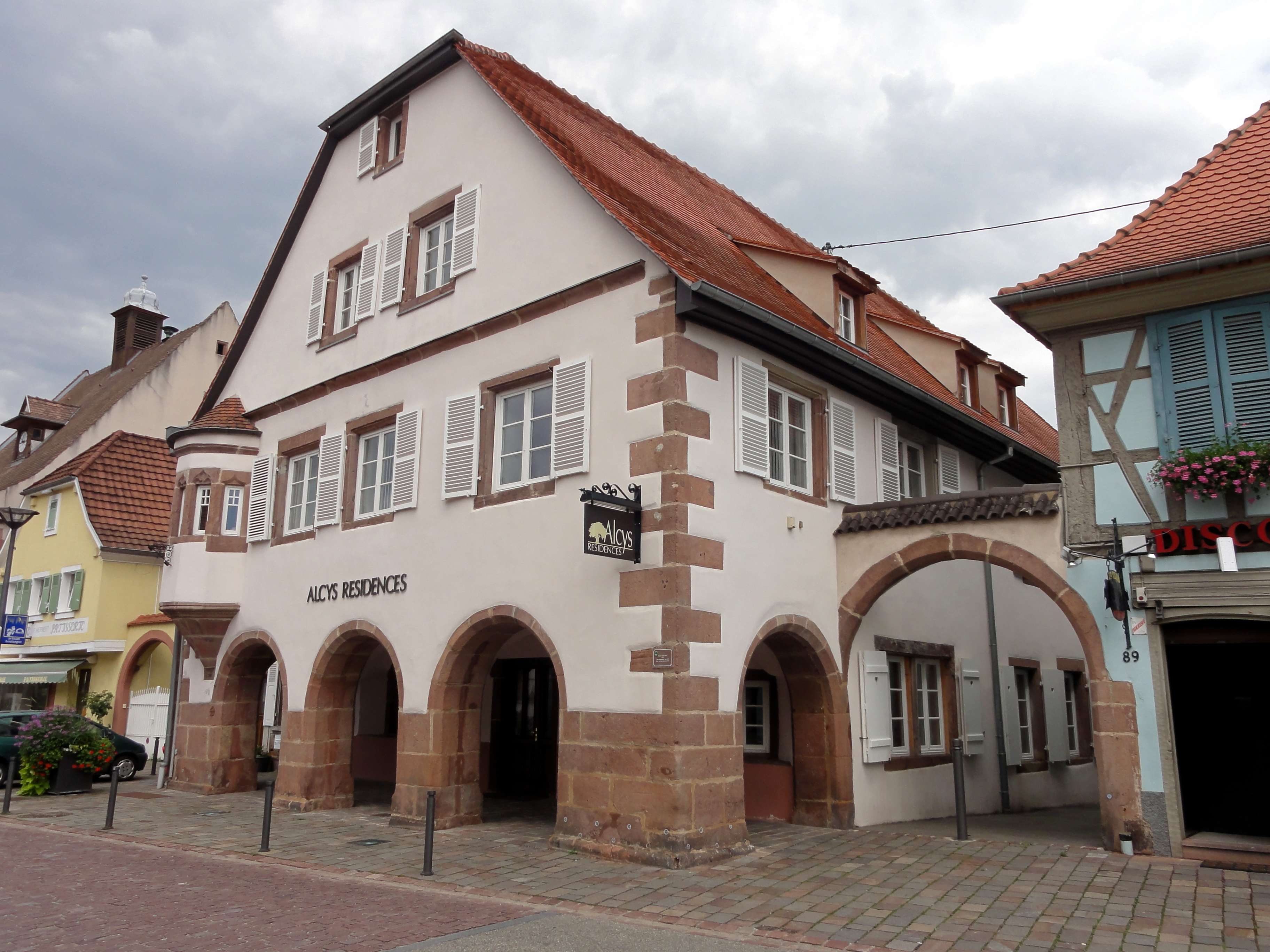
Auberge « Zum Adler » (1501) puis hôtel de l'Aigle.
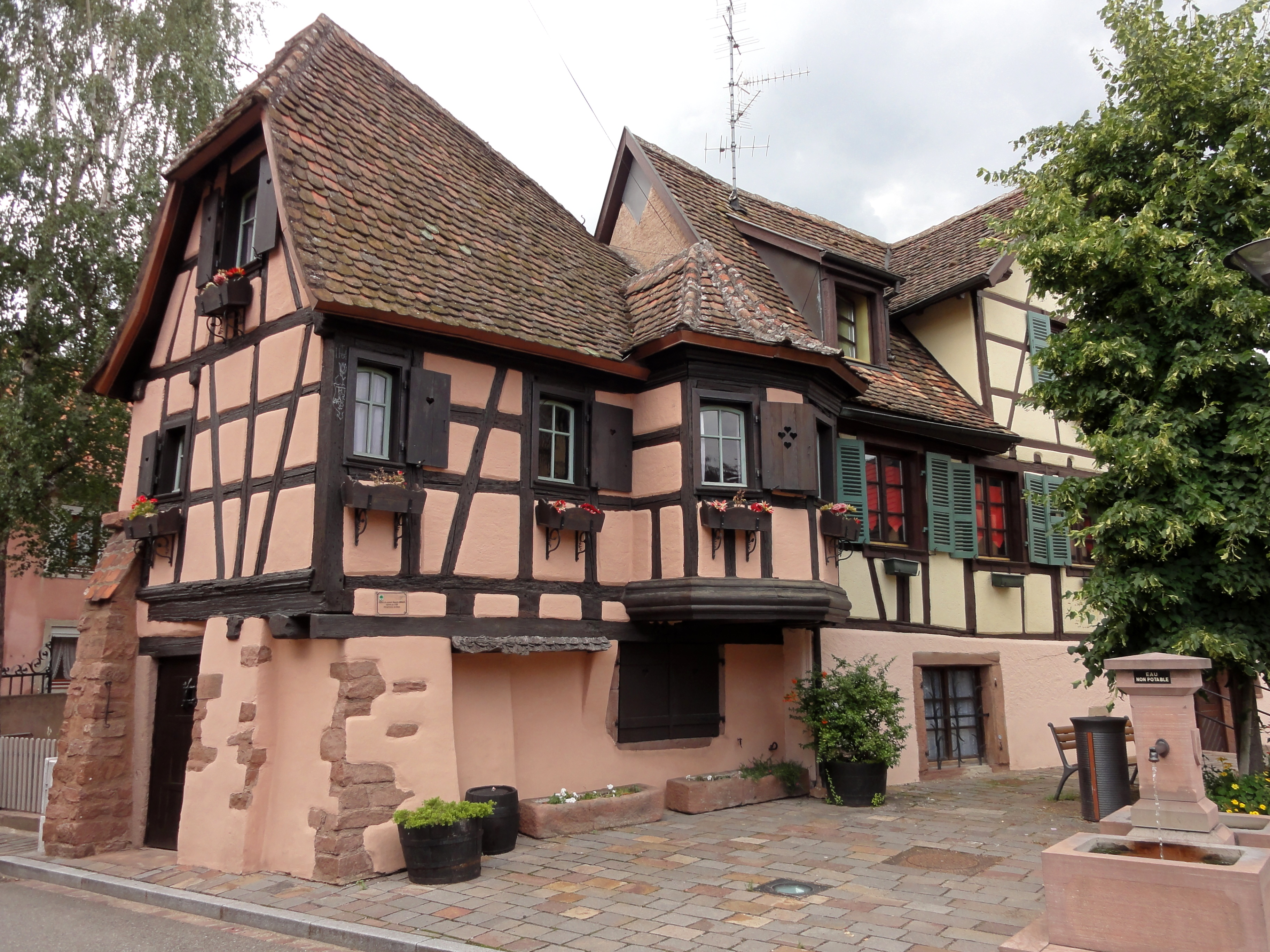
Maison (XVIIIe siècle), 34 rue du Maréchal-Foch.
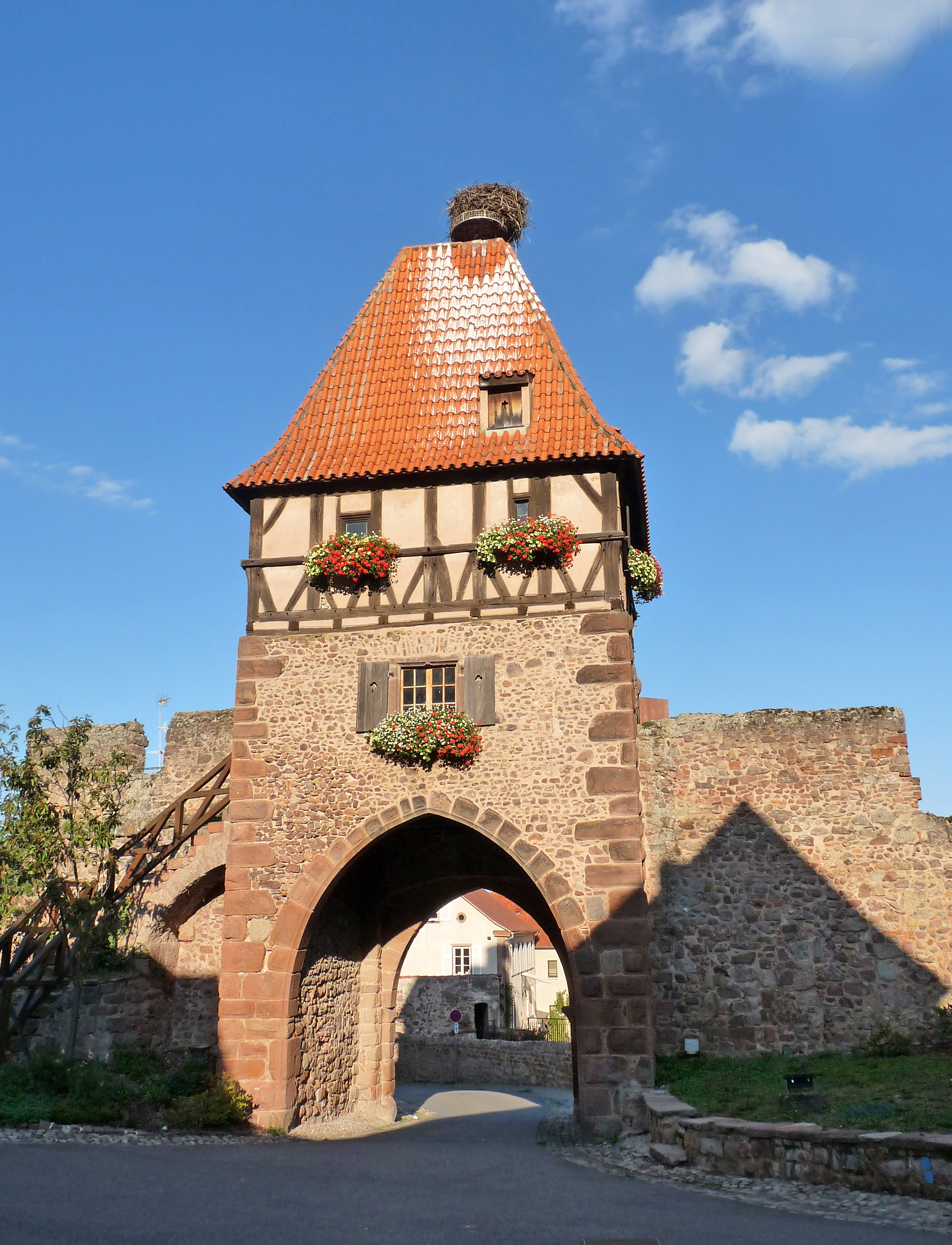
Tour des Sorcières (XVe siècle).

### Environnement
Châtenois a été récompensée par 1 fleur au palmarès 2003 du concours des villes et villages fleuris.
Châtenois a été récompensée par 1 fleur au palmarès 2004 du concours des villes et villages fleuris.
Châtenois a été récompensée par 1 fleur au palmarès 2005 du concours des villes et villages fleuris.
Châtenois a été récompensée par 1 fleur au palmarès 2006 du concours des villes et villages fleuris.
Châtenois a été récompensée par 1 fleur au palmarès 2007 du concours des villes et villages fleuris.
Châtenois a obtenu une 2e fleur au palmarès 2008 du concours des villes et villages fleuris.
Châtenois a été récompensée par 2 fleurs au palmarès 2011 du concours des villes et villages fleuris.
Châtenois a été récompensée par 2 fleurs au palmarès 2012 du concours des villes et villages fleuris.
Châtenois a obtenu une 3e fleur au palmarès 2013 du concours des villes et villages fleuris,.

### Personnalités liées à la commune
- André Genet, Compagnon de la Libération, médecin-capitaine de la 13e DBLE, grièvement blessé le 23 janvier 1945 à Illhaeusern, décédé le 5 février 1945 à l’hôpital de Châtenois.

### Héraldique
| Blason de Châtenois | Blason  | D'or au châtaignier arraché de sinople. |
| Blason de Châtenois | Détails | Armes parlantes (Le nom de la commune partage la même racine que le châtaignier). . Le blason de Châtenois représente un châtaignier qui rappelle l'étymologie du nom de la commune. |